# Dicranomyia rogersiana
Dicranomyia rogersiana är en tvåvingeart. Dicranomyia rogersiana ingår i släktet Dicranomyia och familjen småharkrankar.

## Underarter
Arten delas in i följande underarter:
- D. r. longistylata
- D. r. rogersiana